# Market-Frankford Line
La Market-Frankford Line est la ligne bleue du métro de Philadelphie. Elle roule sur un tracé ouest-est en remontant vers le nord le long de la Delaware River. 
Il s'agit de la première ligne de métro construite à Philadelphie.

## Itinéraire

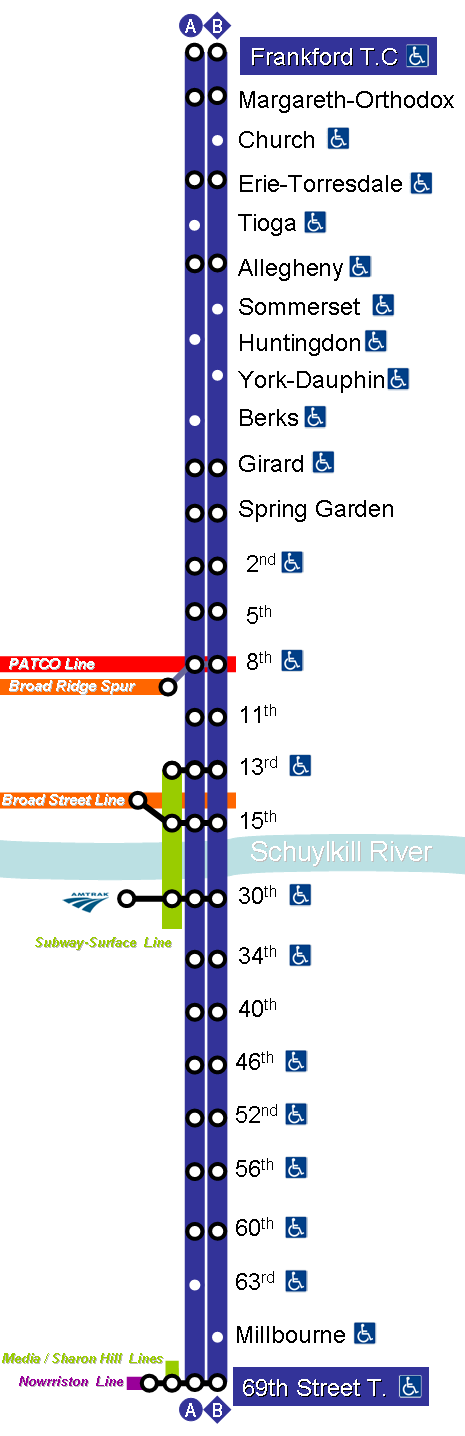
plan de la ligne

Le tracé de la ligne bleue (appelée également EL line synonyme de Elevated Line, nom qu'elle portait lors de son inauguration) débute à la station 69th Street Terminal dans le quartier de Darby Heights à l’ouest de Philadelphie.
Elle roule sur un viaduc jusqu’au pertuis de 44th Street où elle pénètre dans le tunnel sous Market Street. 
À partir de 32nd Street le tunnel est composée de quatre voies, la ligne bleue roulant de manière express sur les voies centrales tandis que les tramways de la ligne verte roulent sur les voies extérieures et desservent toutes les stations. Elle roule sous la Schuylkill River après la station 30th Street Station (ou une correspondance est possible avec l’Amtrak et les trains RER du SEPTA) et marque son arrêt suivant à 15th Street où elle croise la Broad Street Line. Après cette station, les rames de la ligne verte utilisent une boucle sous les voies de la ligne bleue afin de faire demi-tour. La Market-Frankford Line offre une correspondance à la PATCO Line et à la  Broad Ridge Spur à 8th Street. 
Le tunnel continue sous Market Street vers l'est de Front Street, puis tourne vers le nord, où il sort à la surface dans la médiane de la I-95 avec laquelle la ligne partage le talus surélevé sur huit cents mètres et où se trouve la station Spring Garden. La ligne bleue plonge sous l’autoroute et emprunte un viaduc le long de Frankford Avenue où la ligne trouve son terminus est au nord de l'agglomération.

## Historique

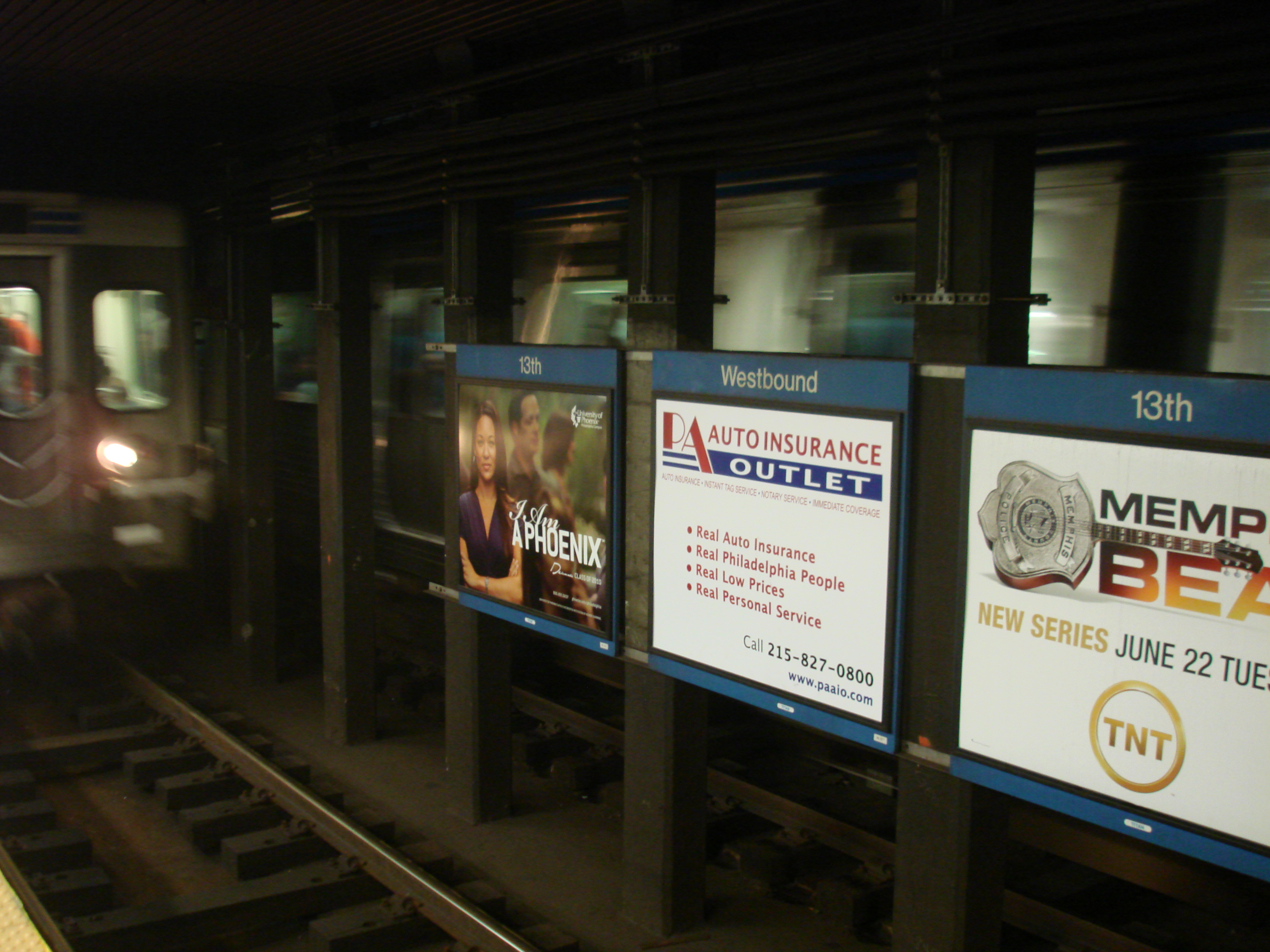
13th Street Station

Les plans de la première ligne de métro de Philadelphie remontent au début des années 1890 ; Les édiles de la ville voulant emboiter le pas d’autres villes américaines comme Chicago, Boston et surtout New York commencent à dessiner les plans d’un premier réseau qui aurait pour centre névralgique les fondations du City Hall. 
Le cas de Philadelphie est assez unique puisque la construction de son métro initial fut uniquement financée à l'aide de capitaux privés, sans aucune contribution des fonds publics.

### La construction de la ligne (1903-1922)
Les travaux débutèrent en juillet 1903 jusqu'en août 1905 pour la portion aérienne au-dessus de la Schuylkill River tandis que la deuxième partie au-dessus de Market Street fut entamée le 17 octobre 1904. 
La ligne fut inaugurée le 4 mars 1907 de 69th Street Terminal jusque 15th Street (City Hall) (11 stations) où les rames faisaient demi-tour en tournant autour du bâtiment.
La ligne bleue fut étendue en tunnel jusqu'à 2nd Street le 3 août 1908 vers l’est (5 stations) et ensuite sur un viaduc vers le nord à Market le 7 septembre 1908. Une seconde branche vers le sud le long de Delaware Avenue y fut ajoutée, la Ferry Branch (en raison des nombreuses correspondances possibles vers le New Jersey en bateau) le 4 octobre 1908. 
Les travaux de prolongement nord en viaduc vers le Frankford Terminal débutèrent en 1918. La ligne atteignit son terminus actuel le 5 novembre 1922, soit 12 stations supplémentaires. Les rames en provenance de 69th Street Terminal roulaient en alternance vers la Frankford Line et la Ferry Line.  
Le 24 janvier 1937, le service sur la Ferry Line fut limité à une desserte en journée et pas du tout le dimanche avant d’être temporairement fermée le 7 mai 1939. Malgré une faible fréquentation, la ville sous l’insistance des habitants et des grandes compagnies batelières du port de Philadelphie rouvrit la ligne en 1943 avant de la fermer définitivement et de la démanteler en 1953 (La tour de contrôle et l’aiguillage restèrent visibles jusqu’au réalignement de la ligne dans la médiane de l’interstate 95 en 1977 sur base du modèle de la Congress Branch du métro de Chicago). 

### Mise en souterrain d'une partie de la ligne (1930-1955)
Dans les années 1930, la ville de Philadelphie entreprit d’enfouir dans le sol le viaduc qui enjambait la Schuylkill River de 32nd Street à 2nd Street. Le budget libéré fut écoulé avant la fin des travaux et le manque de matières premières durant la Seconde Guerre mondiale entraina l’arrêt des travaux en 1941. Les travaux reprirent en 1947 après que les plans furent revus entrainant la prolongation du tunnel à l’ouest jusque 44th Street, la construction de trois nouvelles stations en souterrain et la mise en souterrain des lignes de tramway le long des voies de la ligne bleue (ligne Subway-Surface). La configuration actuelle de la ligne fut inaugurée le 6 novembre 1955 et l'ancienne structure élevée fut démantelée le 20 juin 1956. 
Le système d’exploitation de rames express Skip-Stop fondé sur le modèle de Chicago (mais qui contrairement au 'L' est toujours d’application à Philadelphie) fut instauré le 30 janvier 1956. Les rames marquées de la lettre A sur leur face avant ne font arrêt que dans les stations A tandis que les B s’arrêtent dans les autres. En 1990, en raison de l’augmentation de fréquentation du métro, le système Skip-Stop fut limité aux stations éloignées du centre-ville et conservé en utilisation uniquement en heure de pointe. 
En 1977, la station Fairmont fut remplacée par la station Spring Garden dans le cadre du réalignement de la ligne bleue dans la médiane de l’Interstate 95. 

### Reconstruction de viaducs (1988-2009)
Les projets de rénovation des viaducs datent du début des années 80. Le programme, qui concernait alors 8,4 km de voies doubles, trois ponts et 11 stations, s'achève en 1995. Durant les travaux, tous les sols du viaduc furent refaits sur l’ancienne structure d’origine et toutes les stations furent reconstruites ce qui explique qu’elles soient toutes accessibles aux personnes à mobilités réduite grâce à l’ajout d’ascenseurs. Cette rénovation sera effectuée sans interruption de trafic. La conception de base de la reconstruction ne permit pas au SEPTA d’élargir les voies et de revoir la structure. Le nouveau tapis de béton soumis aux changements de température et aux vibrations a commencé à se fissurer sur le dessous dès 1997. Pour résoudre ce problème, le SEPTA n’eut pas d’autre possibilité que de cercler le tapis de béton avec des ceintures d’acier afin de s’assurer que le béton ne souffre plus autant. Le chantier s’acheva en 2003 avec la réinauguration du terminus de Frankford. Entre 1988 et 2003, le SEPTA débloqua 493 300 000 $ afin de reconstruire complètement le viaduc de 2nd Street jusqu’au terminus de Frankford.  
De 1999 à 2009 le SEPTA entreprit la même démarche pour l’autre viaduc de la ligne de 69th Street à 44th Street pour un budget de 567 000 000 $. Tenant compte des difficultés rencontrées lors du précédent chantier, le SEPTA remplaça progressivement toutes les structures d’origine à doubles pieds par de nouvelles à pilier unique à la place. La nouvelle structure permit le passage de deux à quatre voies d'aiguillage afin de desservir en alternance les stations A et/ou B sans engendrer de retard. Comme sur l’autre partie de la ligne, les stations sont désormais accessibles aux personnes à mobilité réduite grâce à l’installation d’ascenseurs. La nouvelle station Millbourne fut ouverte le 16 juin 2008. Six stations ont été reconstruites sur le tronçon de 4 km entre la 40ème et la station terminus de la 69ème rue. Les travaux ont été achevés le 4 mai 2009, soit avec cinq ans de retard   sur la date initialement prévue.
La SEPTA rénova également à partir de 1996 le tronçon de 1,6 km de la ligne principale Schuylkill entre 30th Street Station et la station suburbaine. Tous les trains des chemins de fer régionaux circulent sur ce segment, où le trafic en semaine dépasse 500 trains. Le projet englobe le  remplacement du système caténaire et la réhabilitation des sept ponts et structures associées entre le tunnel de la 20e rue juste à l'ouest de la station suburbaine et la station 30th Street. Le projet fut achevé en 2002.

## Particularités

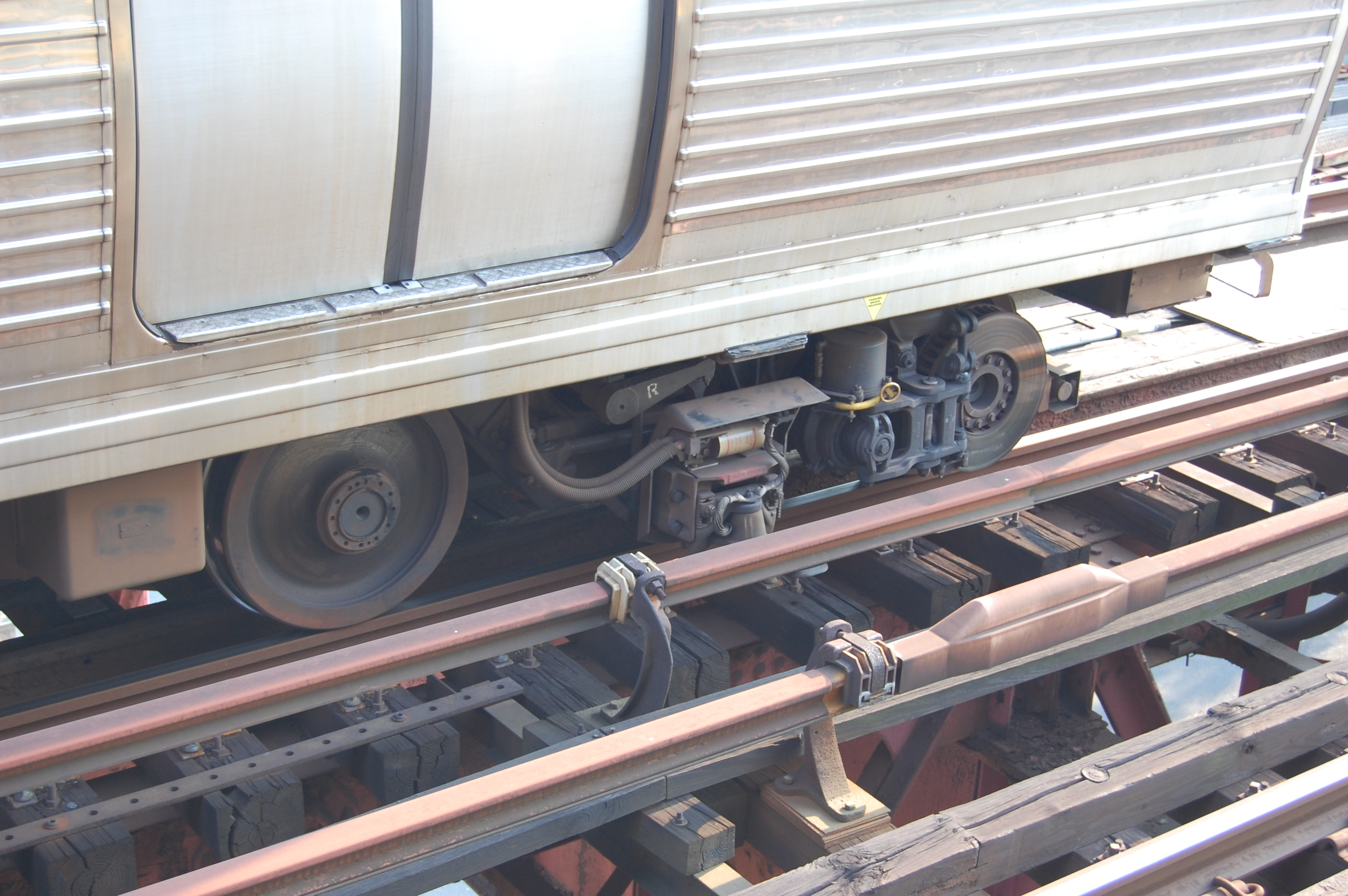
Détail d'un bogie avec le rail d'alimentation central.

La Market-Frankford Line utilise une largeur de rail inhabituelle de 1 588 mm, contrairement aux autres lignes du réseau qui utilisent un écartement standard de 1 435 mm. Une autre particularité est l'utilisation du troisième rail haut-contact au centre des voies (système Wilgus-Sprague) dont l'avantage est de rendre rares les défauts techniques en période de grand froid et de réduire le risque d’électrocution comparativement aux autres lignes.

## Matériel roulant

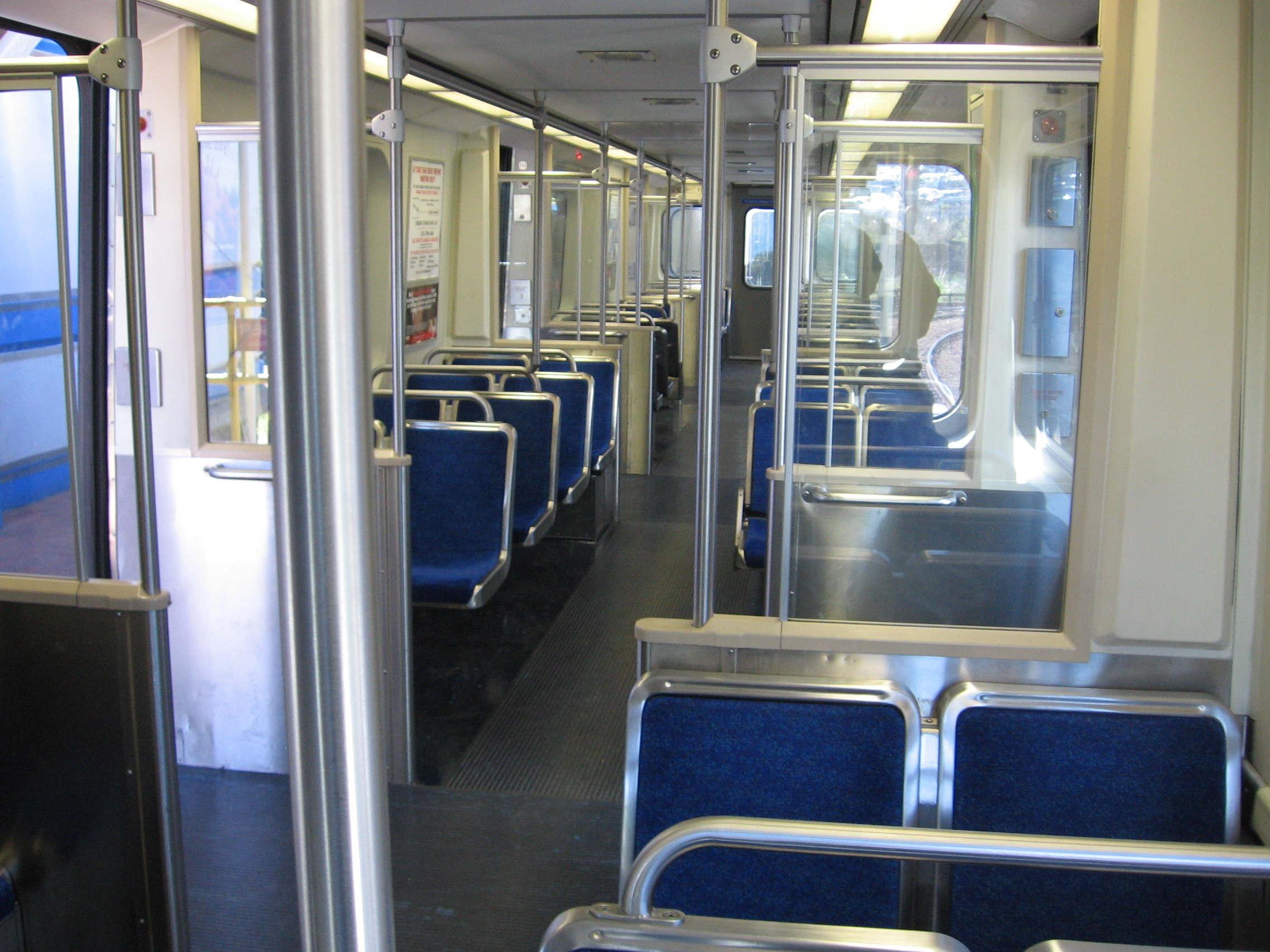
Intérieur d'une rame M-4 (2007).

Les rames de la ligne Market-Frankford sont incompatibles avec celles des autres lignes du métro de Philadelphie, du fait de l'écartement non-standard des voies.  

### Les anciens véhicules
Les voitures d'origine, numérotées de 1 à 135 et désignées plus tard comme classe A-8 par le prédécesseur de SEPTA, la Philadelphia Transportation Company (PTC), ont été construites par Pressed Steel Car Co. de Pittsburgh, en Pennsylvanie, entre 1906 et 1911. Un ensemble supplémentaire de voitures, numérotées de 136 à 215, a été construit par JG Brill Co. de Philadelphie, Pennsylvanie, entre 1911 et 1913. La partie aérienne de la ligne fut mise en service en 1922 avec un autre ensemble de voitures, numérotées 501–600, également construites par JG Brill Co, recevant la désignation de classe A-15. Les deux lignes fusionnées, elles furent desservies par une flotte combinée de 315 véhicules (215 véhicules ligne Market Street, 100 véhicules ligne Frankford).  
En 1960, lorsque la PTC a commencé à remplacer les voitures, les voitures de la ligne Market Street étaient en service depuis 56 ans, atteignant ainsi la plus longue durée de vie de toutes les voitures de métro de Philadelphie. Les voitures de la ligne Frankford ont été retirés du service après 38 ans de fonctionnement. Deux des voitures "Market" et six des voitures "Frankford" ont été conservés comme voitures de travail pour quelque temps. 
Ces véhicules furent remplacés par les trains M-3 de la Budd Company. Ce parc était composé de 46 voitures A-49 (livrées en 1959-1960) et de 112 doublets A-50/A-51 (livrés en 1960-1961, soit 270 voitures. Elles durent être remplacées plusieurs années avant la fin de leur espérance de vie en raison de l’absence de climatisation (les boîtiers de ventilation étaient bien présents mais peu fiables). Certaines des rames M-3 roulent toujours mais sont utilisées comme véhicules de chantier. 
Les voitures précédentes étaient les véhicules d’origine de la ligne, deux exemplaires sont entreposés au dépôt de Fern Rock (Broad Street Line) mais ne sont plus en état de rouler. 

### Le parc actuel
Le parc de la ligne Market-Frankford est composé de 110 doublets M-4 (220 véhicules) plus deux véhicules de service fabriqués par Adtranz, qui fut sélectionné en avril 1993 et obtint un contrat de 285 millions US$ en février 1994. Ces trains ont été mis en service en 1997-1999

## Signalisation
C'est dans le cadre du projet de reconstruction de la ligne dans les années 90 du siècle dernier que fut posée la question d'une signalisation plus moderne. Le premier projet, d'un montant de 100 millions US$, prévoyait une resignalisation de la ligne de 1999 à 2003. Le projet prendra du retard du fait de celui de la reconstruction de la ligne. C'est Alstom, avec l'aide de Systra, qui obtient le contrat du système dont la mise en service fut réalisée en septembre 2004. La SEPTA vérifia la fiabilité du système après une alerte de septembre 2009 à la suite d'un accident de signalisation du métro de Washington équipé du même système.
Le SEPTA installa également des caméras en stations et dans les trains.